# トゥルース・シーカーズ -俺たち、パラノーマル解決隊-
『トゥルース・シーカーズ 〜俺たち、パラノーマル解決隊〜』（原題: Truth Seekers）は、2020年から配信されているイギリスのテレビドラマシリーズ。パートタイムの超常現象調査員チームを描くコメディドラマ。企画・制作・出演はニック・フロスト、サイモン・ペッグらが務めた。2020年10月30日にAmazonプライム・ビデオのオリジナル作品として全世界へ配信された。2021年2月、ニック・フロストはInstagramを通じでシーズン2は製作されないと発表した。

## あらすじ
ガス・ロバーツは、英国最大の携帯電話通信事業者であり、インターネット・サービス・プロバイダーであるSmyle社のナンバーワン・エンジニアである。空き時間には、超常現象の調査にも熱心に取り組んでいる。しかし、2人はすぐに友情を育み、仕事でも超常現象でも一緒に働くようになるが、エルトンはこの分野ではガスほど熱心ではない。一見無関係に見えるのが、複数の幽霊に家の中や病院の中を追いかけられた若い女性のアストリッドだ。彼女は病院を抜け出し、田舎を走り回る。また、エルトンの広場恐怖症の妹ヘレンや、神経質なコスプレイヤー、ガスの不機嫌な義父リチャードなども登場する。。

## 登場人物とキャスト
※括弧内は日本語吹替。
ガス・ロバーツ
演 - ニック・フロスト（遠藤純一）
アストリッド
演 - エマ・ディダンド・アーシー（三日尻望）
エルトン・ジョン
演 - サムソン・カヨ（落合福嗣）
リチャード
演 - マルコム・マクダウェル（側見民雄）
デイブ
演 - サイモン・ペッグ（根本泰彦）
ヘレン
演 - スーザン・ウォコマ
ピーター・トインビー博士
演 - ジュリアン・バラット（花田光）
エミリー・ロバーツ
演 - ロザリー・クレイグ

## エピソード

### Episodes
| 通算 話数 | タイトル                              | 監督                     | 脚本                                                                     | 公開日         |
| --- | ------------------------------------- | ------------------------ | ------------------------------------------------------------------------ | -------------- |
| 1 | "The Haunting Of Connelly’s Nook"     | ジム・フィールド・スミス | ニック・フロスト, サイモン・ペッグ, James Serafinowicz, and Nat Saunders | 2020年10月30日 |
| ガス･ロバーツは、イギリス最大手の携帯電話とインターネット事業者であるスマイル社に勤務し、業績トップを誇る通信技術者で、余暇には熱心に超常現象を調査している。上司デイブからの指示で、新入社員のエルトン･ジョンと組むことになったが、ガスは歓迎しない。そうした中、２人は初の共同作業で怪奇現象へと導かれるのだった...。                                                                                        |                                       |                          |                                                                          |                |
| 2 | "The Watcher on the Water"            | ジム・フィールド・スミス | ニック・フロスト, サイモン・ペッグ, James Serafinowicz, and Nat Saunders | 2020年10月30日 |
| ガスとエルトンは、ブロードバンド接続を修理するため、ザ･ポートランド･ビーコンというホテルに派遣される。そこは“ドーセットのジュラシック･コーストで唯一、ホラーをテーマにしたホテル”とうたわれている。ガスが風変わりなホテル支配人のくだらないホラー話にうんざりし始めた頃、エルトンは謎めいた２号室を見つける。部屋から延びる通路は秘密の地下壕へと続いており、通信を妨げている驚きの原因を目の当たりにする...。 |                                       |                          |                                                                          |                |
| 3 | "The Girl with All the Ghosts"        | ジム・フィールド・スミス | ニック・フロスト, サイモン・ペッグ, James Serafinowicz, and Nat Saunders | 2020年10月30日 |
| ガスとエルトンは、ゴーストに追われて助けを求めにきたアストリッドとついに対面する。ガスは霊媒師ジェイニー･フェザーズのもとを訪れる決心をするが、チームはすぐに想像を超える強力な何かを相手にしていると気づく。そして、ガスは初めての悪魔払いを行うことを余儀なくされる。 |                                       |                          |                                                                          |                |
| 4 | "The Incident at CovColCosCon"        | ジム・フィールド・スミス | ニック・フロスト, サイモン・ペッグ, James Serafinowicz, and Nat Saunders | 2020年10月30日 |
| ヘレンはコベントリーで開催されるコスプレ&コレクション展示のイベントを楽しみにしていた。エルトンは一緒に行く準備をし、ヘレンがダレクに扮するためのコスチュームも持って行く。ガスは、自身にとってのヒーローであり、先見の明のあるピーター･トインビー博士がそこで講演すると知って一行に加わり、リチャードも便乗する。しかし展示場の奥では、明らかに不吉な何かが起こっていた。                                     |                                       |                          |                                                                          |                |
| 5 | "The Ghost of the Beast of Bodmin"    | ジム・フィールド・スミス | ニック・フロスト, サイモン・ペッグ, James Serafinowicz, and Nat Saunders | 2020年10月30日 |
| トゥルース･シーカーズのチームは、新規視聴者のJojo74からメッセージと写真を受け取る。被写体は伝説のボドミンの獣である可能性が高い。真相を追ってHMSダークサイドでコーンウォールに向かうが、そこで見つけたものは期待とかけ離れていた。ヘレンとリチャードは孤独から絆を結び、トインビーは悪巧みに力を入れる。 |                                       |                          |                                                                          |                |
| 6 | "The Revenge of the Chichester Widow" | ジム・フィールド・スミス | ニック・フロスト, サイモン・ペッグ, James Serafinowicz, and Nat Saunders | 2020年10月30日 |
| ガス、エルトン、アストリッドたちは、精神科の診療所を改築したアパートで、チャンネルのライブ配信をテストする。カメラ付きのヘルメットをかぶって探索するメンバーたちを、ヘレンとリチャードが拠点から見守る。しかし、ガスが行方不明になってしまう。彼は設計図上にはない建物の一部に入り、恐ろしいものを目にしていた。一方、トインビーは、トゥルース･シーカーズが自分の目的を阻むと感じるのだった...。               |                                       |                          |                                                                          |                |
| 7 | "The Hinckley Boy"                    | ジム・フィールド・スミス | ニック・フロスト, サイモン・ペッグ, James Serafinowicz, and Nat Saunders | 2020年10月30日 |
| 相棒エルトンの真実に気づいたガスは、エルトンを過去に向き合わせるため、幼い頃に住んでいた家を訪れるよう上手くはからう。トインビーの邪悪な計画が達成に近づく頃、トゥルース･シーカーズは彼のたくらみを理解し、それを止められるのは自分たちだと気づく。しかし天体の食現象の瞬間が迫り、時間の猶予がない。そしてリチャードは行方不明になっている...。                                                               |                                       |                          |                                                                          |                |
| 8 | "The Shadow of the Moon"              | ジム・フィールド・スミス | ニック・フロスト, サイモン・ペッグ, James Serafinowicz, and Nat Saunders | 2020年10月30日 |
| リチャードを捜し、ポートランド発電所に到着したトゥルース･シーカーズは、トインビー博士の計画が大詰めを迎えていると知る。もうすぐ皆既食が最大になり、リチャードや大勢の命を救うのは、時間との戦いになった。助けが必要だが、一体誰を信じればいいのか？ |                                       |                          |                                                                          |                |

## 製作
2018年1月、Stolen Pictureが初のテレビプロジェクトTruth Seekersを開発していることが発表された。これは3人の超常現象調査チームを描く30分コメディ・ホラーシリーズである。 Stolen Pictureが初のテレビプロジェクトとして本作を開発中であることが発表された。2019年8月、Prime Videoが本作の発注を決定した。シリーズには、サイモン・ペッグとニック・フロストのほか、エマ・ダーシー、サムソン・カヨ、マルコム・マクダウェル、スージー・ウォコマ、ジュリアン・バラットが出演していた。ジム・フィールド・スミスは、第1シーズンの全8話を監督した。2020年10月19日、エグゼクティブ・プロデューサーでストレン・ピクチャーのCEOであるマイルズ・ケトリーが、シリーズ初放送の11日前に亡くなった。